# 청진 정치범수용소
청진 정치범수용소(淸津政治犯收容所)는 조선민주주의인민공화국 함경북도 청진시에 위치한 정치범 수용소이다. 정식 명칭은 25호 관리소이다. 이곳에서는 자전거를 만드는 노동을 시킨다. 수용된 사람의 수는 5,000명으로 추정된다.

## 같이 보기
- 조선민주주의인민공화국의 인권